# District de Dalat
Le district de Dalat (malais : Daerah Dalat) est un district administratif de l'État malaisien du Sarawak, qui fait partie de la Division de Mukah. La capitale du district est dans la ville de Dalat.

### Liens connexes
- Districts de Malaisie